# Wilhelm Gottlieb Magdeburg
Wilhelm Gottlieb Magdeburg (* 29. April 1801 in Hachenburg; † 6. März 1875 in Wiesbaden) war ein deutscher Jurist und Politiker. Er war Abgeordneter der Ersten Kammer des nassauischen Landtags (1857–1863).

## Biografie
Magdeburg wurde als Sohn des Amtmanns, Justizrates und Hofgerichtsrates Johann August Leberecht Magdeburg (* 2. Juni 1768; † 29. Oktober 1839) und dessen Frau Eleonore Caroline Sophie geborene Valentini (* 1. April 1775; † 20. Juni 1826) geboren. Er besuchte die Gymnasien in Idstein, Gymnasium Weilburg und Wiesbaden. Ab 1818 studierte er Rechts- und Staatswissenschaften in Gießen und Göttingen. Während seines Studiums wurde er 1818 Mitglied der Gießener Allgemeinen Burschenschaft Germania. Als deren Sprecher war er auch Leiter des Auszuges der Studenten auf den Gleiberg, nachdem es zu blutigen Zusammenstößen zwischen Studenten und Angehörigen des Militärs gekommen war. 1822 machte er sein Examen und wurde Akzessist bei der nassauischen Generaldomänendirektion in Gießen. 1829 wurde er Domänenrat und 1830 Ministerialrat.
Am 27. April 1828 heiratete er in Idstein Henriette Emilie geborene Stahl (27. April 1806 in Idstein; † 21. Oktober 1892 in Wicker), die Tochter des Ratskassierers Johann Anton Stahl und dessen Frau Apollonia Elisabethe Johanette geborene Siegert.
Er war dann in Berlin als nassauischer Bevollmächtigter bei den Verhandlungen über den Beitritt zum Deutschen Zollverein, die 1835 erfolgreich abgeschlossen wurden. Auch war er als Vertreter der Regierung beim Eisenbahnkomitee in Wiesbaden mitbeteiligt am Bau der Taunus-Eisenbahn. 1832 wurde er Regierungsdirektor der nassauischen Landesregierung, 1836 Geheimrat und 1842 Präsident der Generalsteuerdirektion. Von 1857 bis 1863 gehörte er als gemäßigt liberaler Abgeordneter der Ersten Kammer des Landtags des Herzogtums Nassau an. 1857 war er als Vertreter der Gräfin von Kielmannsegg und 1858 bis 1863 als gewählter Abgeordneter aus der Gruppe der Grundbesitzer für den Wahlkreis 1 (Dillenburg, Herborn, Rennerod, Marienberg, Hachenburg) Landtagsabgeordneter.

## Ehrungen
- Preußischer Roter Adlerorden, 2. Klasse
- Herzoglich Sachsen-Ernestinischer Hausorden, Komtur I. Klasse